# 松下舞琳
松下 舞琳（まつした まりん、2006年10月25日 - ）は、日本将棋連盟所属の女流棋士。女流棋士番号は81。熊本県熊本市出身。佐藤秀司八段門下。

## 棋歴

### 棋風
居飛車党。

### 女流棋士になるまで
ボードゲームの中に入っていた将棋が面白そうだと思い将棋を始めた。
2017年に地元熊本市で行われた、第10回朝日杯将棋オープン戦本戦の羽生善治三冠（当時）の対局や解説を見て、女流棋士になることを目標とした。

### 女流棋士として
2022年度
2022年8月1日付で日本将棋連盟の関西本部所属の女流棋士となる（女流2級）。
2023年度
第35期女流王位戦では挑戦者決定リーグ進出。リーグ1勝4敗で陥落。
2025年度
第47期女流王将戦で本戦進出。

## 人物
- 趣味は音楽鑑賞[1]。
- 2025年春、熊本県立済々黌高等学校卒業[3]。

## 昇段・昇級履歴
- 2020年01月00日 - 九州研修会 入会（D1クラス）
- 2022年07月00日 - B2クラス昇級（女流2級資格）
- 2022年08月01日 - 女流2級 = プロ入り[1]
- 2022年10月19日 - 女流1級（女流王位戦予選決勝進出）[4]
- 2023年04月01日 - 女流初段（年度成績指し分け以上・8勝以上／2022年度13勝7敗、女流通算13勝7敗）[5][6]

## 主な成績

### 女流棋戦別成績
| 女流タイトル戦          |                                                                                |
| - 白玲戦・女流順位戦    | - 0第5期 D級8位 ／ 過去最高：順位 D級6位（第4期）、成績：6勝2敗（第3期）       |
| - 清麗戦                | - 0第7期 予選敗退（1勝、再挑戦1勝） ／ 過去最高：予選（2勝・再挑戦1勝・第6期） |
| - マイナビ女子オープン0 | - 第18期 本戦敗退（1勝） ／ 過去最高：本戦（1勝、第17期・第18期）              |
| - 女流王座戦            | - 第15期 本戦進出（-勝、進行中） ／ 過去最高：一次予選（0勝、第13期・第14期）  |
| - 女流名人戦            | - 第52期 予選敗退（1勝） ／ 過去最高：予選（1勝、第50期・第51期・第52期）      |
| - 女流王位戦            | - 第36期 予選敗退（0勝） ／ 過去最高：リーグ（1勝・陥落、第35期）              |
| - 女流王将戦            | - 第47期 本戦進出（-勝、進行中） ／ 過去最高：予選（1勝、第45期 ）             |
| - 倉敷藤花戦            | - 第33期 進行中（1勝0敗） ／ 過去最高：0勝（第31期・ 第32期）                  |

| 女流一般棋戦              |                          |
| - YAMADA女流チャレンジ杯0 | - 過去最高：1勝（第8回） |

### 在籍クラス
| 2023 | 3 |  |  |  |  | D32 | 6-2 |
| 2024 | 4 |  |  |  |  | D06 | 5-3 |
| 2025 | 5 |  |  |  |  | D08 |     |
| 女流順位戦の 枠表記 は挑戦者。右欄の数字は勝-敗(番勝負/PO含まず)。 順位戦の右数字はクラス内順位 ( x当期降級点 / *累積降級点 / +降級点消去 ) |   |  |  |  |  |     |     |

### 年度別成績
| 年度         | 対局数 | 勝数 | 負数 | 勝率   | (出典) | 女流通算成績 | 女流通算成績 | 女流通算成績 | 女流通算成績 | 女流通算成績 |
| ------------ | ------ | ---- | ---- | ------ | ------ | ------------ | ------------ | ------------ | ------------ | ------------ |
| 2022年度     | 20     | 13   | 7    | 0.6500 | [ 6 ]  | 対局数       | 勝数         | 負数         | 勝率         | (出典)       |
| 2023年度     | 32     | 18   | 14   | 0.5625 | [ 7 ]  | 52           | 31           | 21           | 0.5961       | [ 8 ]        |
| 2024年度     | 24     | 16   | 8    | 0.6666 | [ 9 ]  | 76           | 47           | 29           | 0.6184       | [ 10 ]       |
| 通算         | 76     | 47   | 29   | 0.6184 | [ 10 ] |              |              |              |              |              |
| 2024年度まで |        |      |      |        |        |              |              |              |              |              |

### アマチュア時代の戦績
アマチュア棋戦
- 2016年 - 第9回小学生駒姫名人戦 名人クラス 優勝
- 2017年 - 第10回小学生駒姫名人戦 名人クラス 第4位
- 2018年
  - 第8期リコー杯女流王座戦 アマチュア予選西日本大会（決勝B 決勝敗退）
  - 第11回小学生駒姫名人戦 名人クラス 準優勝
- 2021年 - 第15回白瀧あゆみ杯争奪戦 新人登竜門戦 : 準優勝[11]